# LEGO Star Wars II: La trilogia classica
LEGO Star Wars II: La trilogia classica è un videogioco d'azione/d'avventura sviluppato dalla Traveller's Tales, Amaze Entertainment e Robosoft Technologies. Il gioco è stato pubblicato dalla LucasArts, TT Games, Feral Interactive per le principali console e per personal computer. Il gioco è basato sulla prima trilogia di Guerre stellari e la grafica utilizza come modelli i giochi da costruzione LEGO che vengono utilizzati per modellare il mondo fittizio descritto nel gioco. Questo è il seguito del gioco LEGO Star Wars: Il videogioco.

## Personaggi

### Personaggi della Storia
- Principessa Leila
- Capitano Antilles
- R2-D2
- C-3PO
- Alleato Ribelle
- Luke Skywalker (Tatooine)
- Ben Kenobi
- Ian Solo
- Chewbecca
- Ian Solo (Assaltatore Imperiale)
- Luke Skywalker (Assaltatore Imperiale)
- Ian Solo (Hoth)
- Principessa Leila (Hoth)
- Luke Skywalker (Pilota)
- Luke Skywalker (Dagobah)
- Yoda
- Luke Skywalker (Bespin)
- Principessa Leila (Bespin)
- Lando Calrissian
- Principessa Leila (Boussh)
- Luke Skywalker (Jedi)
- Ian Solo (Contrabbandiere)
- Lando (Guardia del Palazzo)
- Principessa Leila (Schiava)
- Luke Skywalker (Endor)
- Principessa Leila (Endor)
- Ian Solo (Endor)
- Wicket W. Warrick
- Dart Fener

### Personaggi Sbloccabili
- Droide Gonk
- Soldato Ribelle
- Assaltatore Imperiale
- Ufficiale Imperiale
- Pilota Navetta Imperiale
- Soldato Lagunare
- Jawa
- Predone Tusken
- Soldato del Deserto
- Greedo
- Spia Imperiale
- Soldato Morte Nera
- Pilota Caccia TIE
- Grand Moff Tarkin
- Pilota Ribelle
- Luke Skywalker (Hoth)
- Ian Solo (Incappucciato)
- Soldato Ribelle (Hoth)
- Soldato Artico
- Guardia di Bespin
- Lobot
- Principessa Leila (Prigioniera)
- Boba Fett
- Guardia Gamorreana
- Guardia del Palazzo di Jabba
- Guardia del Deserto
- Bib Fortuna
- Ammiraglio Ackbar
- Ewok
- Guardia Imperiale
- L'Imperatore
- Dengar
- Bossk
- IG-88
- 4-LOM
- Obi-Wan Kenobi (Fantasma)
- Anakin Skywalker (Fantasma)
- Yoda (Fantasma)

### Personaggi Extra
- Meccanico Ribelle
- Droide 1
- Droide 2
- Droide 3
- Droide 4
- Ratto del Deserto
- Meccanico Imperiale
- Pilota AT-AT
- Ian Solo (Ibernato nella Carbonite)
- Soldato Forestale

### Veicoli della Storia
- X-wing
- Y-wing
- Speeder da Neve
- Millennium Falcon

### Veicoli Sbloccabili
- Caccia TIE
- Intercettore TIE
- Caccia TIE (Dart Fener)
- Bombardiere TIE
- Navetta Tidirium

## La Taverna
La Taverna è il luogo di incontro dove si riuniscono tutti i personaggi sbloccati dal giocatore. Qui è possibile accedere ai vari livelli, selezionare il personaggio, creare personaggi personalizzati, guadagnare soldi spaccando dei contenitori, comprare oggetti extra, mattoncini dorati (che servono a costruire particolari strumenti) e personaggi. In questo posto si possono incontrare vari personaggi: l'oste della Taverna, i personaggi sbloccati ed i clienti della Taverna. Questi ultimi sono semplici pedine non giocabili; alcune hanno sembianze umane, altri sono alieni. Indossano accessori che compaiono nella trilogia di Guerre stellari, come le divise degli assaltatori imperiali, dei kimono da Jedi ed i copricapi dei piloti ribelli, delle guardie di Bespin e degli ufficiali dell'Impero Galattico. Se maltrattati, i clienti possono attaccare il giocatore a colpi di blaster. C'è anche una piccola porzione di deserto fuori dalla Taverna, dove possono essere collezionati modellini di astronavi di mattoncini LEGO, chiamati "Minikit". Inoltre, se si sbloccano tutti i cacciatori di taglie, (personaggi caratterizzati dall'abilità di lanciare bombe; ovvero Boba Fett, Greedo, IG-88, Bossk e Dengar), sarà aperto l'"Angolo dei cacciatori di taglie", gestito da Jabba the Hutt in persona. In questo luogo il pericoloso malvivente assegnerà missioni ai cacciatori di taglie.

## Modalità Storia
In questa modalità è possibile giocare da soli od in due, e le missioni sono tutte episodi tratti dalla trilogia di Guerre stellari. È proprio qui che sbloccano i pezzi dei Minikit. I personaggi "buoni" formano una sorta di squadra: uno è controllato dal giocatore stesso, gli altri lo aiutano. I personaggi hanno abilità diverse da usare per andare avanti nel livello, tra cui: usare la Forza, arrampicarsi, passare nei condotti d'aerazione, lanciare bombe, scagliare scariche elettriche paralizzanti ed aprire passaggi. Quasi tutti sono in grado di costruire oggetti coi pezzi che trovano. Se il giocatore si avvicinerà ad uno compagno e premerà un determinato tasto, i due personaggi "si daranno il cambio", e sarà possibile controllare l'altro personaggio. Qui appaiono anche personaggi neutrali (alcuni reagiscono solo se stuzzicati, come i clienti della Taverna), amici non controllabili e, naturalmente, una moltitudine di boss e di nemici. In alcuni livelli vengono utilizzate esclusivamente le astronavi, che sono considerati personaggi a parte (non è possibile creare astronavi personalizzate). Durante la partita si possono trovare distributori che forniscono armi extra e copricapi per mimetizzarsi tra i nemici, (alcuni di essi forniscono anche l'abilità di lanciare bombe e di aprire certi passaggi, mentre altri sono totalmente inutili). Ci sono, infine, vari veicoli controllabili: molti permettono di muoversi più velocemente, altri sono utili o possono essere utilizzati in battaglia, altri ancora, come molti copricapi forniti dai distributori, sono pressoché inutili.
EPISODIO IV: UNA NUOVA SPERANZA.
Livello 1: Piani segreti
- Personaggi: Principessa Leila Capitan Antilles, Alleato ribelle, R2-D2, C-3PO.
- Alleati: Soldati ribelli.
- Nemici: Stormtroopers, Dart Fener, Tenente Imperiale, Comandanti Imperiali.
- Boss: nessuno.
- Obiettivi: trovare R2-D2 e C-3PO, sconfiggere Dart Fener, trovare l'Alleato Ribelle, azionare la capsula di salvataggio.

Livello 2: Attraverso le distese di Jundland
- Personaggi: Luke Skywalker, Ben Kenobi, R2-D2, C-3PO.
- Alleati: Jawas e droidi Jawas (in realtà neutrali).
- Nemici: Predoni Tusken, Sandtroopers.
- Boss: nessuno.
- Obiettivi: recuperare R2-D2 e C-3PO dal cargo dei Jawas, entrare in casa di Ben Kenobi.

Livello 3: Spazioporto di Mos Eisley
- Personaggi: Luke Skywalker, Ben Kenobi, Ian Solo, Chewbecca, R2-D2, C-3PO.
- Alleati: Jawas e Droidi Jawas, Abitanti di Mos Eisley (in realtà neutrali, diventano nemici se provocati).
- Nemici: Sandtroopers, camminatori AT-ST, Abitanti di Mos Eisley (se provocati).
- Boss: Spia imperiale.
- Obiettivi: raggiungere la Taverna di Mos Eisley, uccidere la spia Imperiale e i Sandtroopers a guardia del Millennium Falcon e salire sul Millennium Falcon.

Livello 4: In soccorso della Principessa
- Personaggi: Luke Skywalker, Ian Solo, Chewbecca, Ben Kenobi, R2-D2, C-3PO.
- Alleati: nessuno.
- Nemici: Stormtroopers, Soldati della Morte Nera, Tenente Imperiale, Comandanti Imperiali, Caccia TIE, Piloti di caccia Tie.
- Boss: nessuno.
- Obiettivi: disattivare il raggio traente (ci pensa Ben Kenobi) e liberare la Principessa Leila.

Livello 5: Fuga dalla Morte Nera
- Personaggi: Luke Skywalker, Ian Solo, Principessa Leila, R2-D2, C-3PO.
- Alleati: Ben Kenobi (ma impegnato a duellare con Dart Fener).
- Nemici: Dart Fener (ma impegnato a duellare con Ben Kenobi), Stormtroopers, Soldati della Morte Nera, Comandanti Imperiali, Piloti di caccia TIE.
- Boss: nessuno.
- Obiettivi: liberarsi dallo scarico dei rifiuti, liberare il Millennium Falcon dal campo di forza, salire sul Millennium Falcon.

Livello 6: Offensiva ribelle
- Veicoli: X-Wing, Y-Wing.
- Alleati: X-Wings e Y-Wings (ma impegnati a combattere).
- Nemici: Caccia di Dart Fener, Caccia TIE, Cannoni di difesa della Morte Nera.
- Boss: nessuno.
- Obiettivi: farsi strada fino al condotto della Morte Nera, sfuggire a Dart Fener, disattivare il Sistema di Sicurezza del generatore, distruggere il generatore.

EPISODIO V: L'IMPERO COLPISCE ANCORA.
Livello 1: Battaglia su Hoth
- Veicoli: Speeder da neve di Luke Skywalker.
- Alleati: Speeders da neve, Cannoni ribelli, Fanteria Ribelle (ma impegnati a combattere).
- Nemici: Sonde Imperiali, Camminatori AT-AT e AT-ST.
- Boss: nessuno.
- Obiettivi: farsi strada fino al generatore di Base Echo, distruggere gli obiettivi.

Livello 2: Fuga da Base Echo
- Personaggi: Ian Solo, Principessa Leila, Chewbecca, C-3PO.
- Alleati: nessuno.
- Nemici: Snowtroopers.
- Boss: nessuno.
- Obiettivi: farsi strada fino al Millennium Falcon, liberare il Millennium Falcon dal campo di forza, salire sul Millennium Falcon.

Livello 3: Inseguimento tra gli asteroidi
- Veicoli: Millennium Falcon, X-Wing.
- Alleati: X-Wings, Y-Wings (ma impegnati a combattere), Navi ribelli (ma incapaci di difendersi).
- Nemici: Caccia TIE, Intercettori TIE, Bombardieri TIE, Incrociatori Imperiali, Ammiraglia Imperiale (ma non combatte).
- Boss: nessuno.
- Obiettivi: aiutare le navi ribelli a fuggire, fuggire nel campo di asteroidi.

Livello 4: Dagobah
- Personaggi: Luke Skywalker, Yoda, R2-D2.
- Alleati: nessuno.
- Nemici: pipistrelli vampiro, serpenti.
- Boss: Visione di Dart Fener.
- Obiettivi: completare l'addestramento con l'aiuto di Yoda, sconfiggere la Visione di Dart Fener e tirare fuori l'X-Wing di Luke dalla palude.

Livello 5: Trappola nella città delle Nuvole
- Personaggi: Luke Skywalker, R2-D2.
- Alleati: nessuno.
- Nemici: Stormtroopers.
- Boss: Dart Fener.
- Obiettivi: raggiungere Dart Fener, sconfiggere Dart Fener.

Livello 6: Fuga dalla Città delle Nuvole
- Personaggi: Principessa Leila, Lando Calrissian, C-3PO, R2-D2.
- Alleati: Abitanti della Città delle Nuvole (in realtà neutrali e in fuga).
- Nemici: Stormtroopers, Comandanti Imperiali.
- Boss: Boba Fett.
- Obiettivi: sconfiggere Boba Fett, raggiungere il Millennium Falcon, uccidere tutti gli Stormtroopers a guardia del Millennium Falcon, salire sul Millennium Falcon.

EPISODIO VI: IL RITORNO DELLO JEDI.
Livello 1: Il Palazzo di Jabba
- Personaggi: Luke Skywalker, Principessa Leila, Ian Solo, C-3PO, R2-D2.
- Alleati: nessuno.
- Nemici: Sistema di Sicurezza del Palazzo, Guardie Gamorreane.
- Boss: Rancor.
- Obiettivi: entrare nel palazzo, liberare Ian Solo, sconfiggere il Rancor.

Livello 2: Fossa di Sarlacc
- Personaggi: Luke Skywalker, Ian Solo, Principessa Leila, Lando Calrissian, C-3PO, R2-D2.
- Alleati: nessuno.
- Nemici: Guardie Gamorreane, Guardie di Jabba.
- Boss: Boba Fett.
- Obiettivi: sconfiggere Boba Fett, raggiungere la nave di Jabba, entrare nella nave di Jabba, distruggere i generatori della nave di Jabba.

Livello 3: Inseguimento su speeder
- Personaggi: Luke Skywalker, Principessa Leila.
- Alleati: nessuno.
- Nemici: Stormtroopers, Woodtroopers, Camminatori AT-AT e AT-ST.
- Boss: nessuno.
- Obiettivi: Rubare due Speeder, sconfiggere i nemici sugli Speeder, distruggere il cancello della base, distruggere la base.

Livello 4: Battaglia su Endor
- Personaggi: Ian Solo, Principessa Leila, Wicket W. Warrick, C-3PO, R2-D2.
- Alleati: Ewok.
- Nemici: Stormtroopers, Woodtroopers, Comandanti Imperiali.
- Boss: nessuno.
- Obiettivi: scendere dal villaggio Ewok nella foresta, entrare nella base, posizionare le cariche per distruggere la base.

Livello 5: Scontro con l'Imperatore
- Personaggi: Luke Skywalker, Dart Fener.
- Alleati: nessuno.
- Nemici: Guardie Imperiali.
- Boss: L'Imperatore
- Obiettivi: sconfiggere l'Imperatore.

Livello 6: Morte Nera: Seconda battaglia
- Veicoli: Millennium Falcon, X-Wing.
- Alleati: X-Wings e Y-Wings (ma impegnati a combattere).
- Nemici: Caccia TIE, Intercettori TIE, Bombardieri TIE, Incrociatori Imperiali, Ammiraglia Imperiale, Cannoni di sicurezza della Morte Nera II, Sistema di Sicurezza della Morte nera II, Sistema di Sicurezza del Generatore della Morte Nera II.
- Obiettivi: distruggere quattro Incrociatori Imperiali (l'ultimo viene considerato l'Ammiraglia Imperiale), distruggere il generatore della Morte Nera II, fuggire prima dell'esplosione.

## Gioco Libero
Questa è l'unica modalità in cui è possibile selezionare i personaggi a piacere e/o utilizzare un personaggio personalizzato. Gli scenari sono gli stessi dei livelli della Modalità Storia. È possibile, premendo un determinato tasto, trasformare il proprio personaggio in un altro personaggio sbloccato, (questa "trasformazione" non è possibile nelle altre modalità).

## Livelli Bonus
Esistono tre livelli Bonus o "Superstoria", dove, come nell'"Angolo dei cacciatori di taglie", sono narrati fatti lontani dalla trilogia di Guerre stellari, ma ambientati nei soliti scenari. Il personaggio è selezionabile a piacere o può essere creato; si utilizzano due personaggi alla volta. Per sbloccarli bisogna guadagnare molti mattoncini dorati, che serviranno a costruire dei portali per condurre i personaggi nei suddetti livelli.

## Extra
Essi possono essere sbloccati e/o comprati coi soldi guadagnati. Rendono i personaggi più buffi, più forti o, addirittura, pressoché invincibili.